# Venaus
Venaus là một đô thị ở tỉnh Torino trong vùng Piedmont, có vị trí cách khoảng 50 km về phía tây của Torino, nước Ý, trên biên giới giáp ranh với nước Pháp. Tại thời điểm ngày 31 tháng 12 năm 2004, đô thị này có dân số 968 người và diện tích là 19,8 km².
Đô thị Venaus có các frazioni (các đơn vị trực thuộc, chủ yếu là các làng) Bar Cenisio and Molaretto.
Venaus giáp các đô thị: Bramans (France), Giaglione, Lanslebourg-Mont-Cenis (France), Mompantero, Moncenisio, và Novalesa.